# Turniej o Łańcuch Herbowy Miasta Ostrowa Wielkopolskiego 2010
Turniej o Łańcuch Herbowy Miasta Ostrowa Wielkopolskiego 2010 – turniej żużlowy, rozegrany po raz 58. w Ostrowie Wielkopolskim, w którym zwyciężył Polak Robert Miśkowiak.

## Wyniki
- Ostrów Wielkopolski, 10 października 2010
- Sędzia: Marek Smyła

| Msc. | Zawodnik              | Państwo         | Pkt      |             |  |
| ---- | --------------------- | --------------- | -------- | ----------- |  |
| 1    | Robert Miśkowiak      | Polska          | 12 +3+3  | (2,2,2,3,3) |  |
| 2    | Łukasz Jankowski      | Polska          | 11 +2+2  | (2,3,3,3,0) |  |
| 3    | Grzegorz Walasek      | Polska          | 11 +ns+1 | (3,3,0,2,3) |  |
| 4    | Daniel Pytel          | Polska          | 10 +ns+0 | (3,2,1,2,2) |  |
| 5    | Piotr Świderski       | Polska          | 12 +w    | (3,0,3,3,3) |  |
| 6    | Adrian Gomólski       | Polska          | 10 +1    | (2,1,3,0,3) |  |
| 7    | Mariusz Staszewski    | Polska          | 10 +w    | (3,3,2,1,1) |  |
| 8    | Patryk Pawlaszczyk    | Polska          | 10 +d    | (2,3,1,3,1) |  |
| 9    | Krystian Klecha       | Polska          | 8        | (1,1,3,1,2) |  |
| 10   | Wiktor Gołubowski     | Rosja           | 8        | (1,2,2,1,2) |  |
| 11   | Scott Nicholls        | Wielka Brytania | 6        | (1,2,1,2,0) |  |
| 12   | Tomasz Chrzanowski    | Polska          | 5        | (0,1,2,1,1) |  |
| 13   | Andriej Kudriaszow    | Rosja           | 4        | (0,d,0,2,2) |  |
| 14   | Cory Gathercole       | Australia       | 2        | (0,1,1,0,0) |  |
| 15   | Sebastian Brucheiser  | Polska          | 2        | (1,d,0,0,1) |  |
| 16   | Jacek Rempała         | Polska          | 0        | (0,0,d,0,d) |  |
|      | rez. Marcel Kajzer    | Polska          | ns       |             |  |
|      | rez. Tobiasz Musielak | Polska          | ns       |             |  |

Bieg po biegu:
1. Świderski, Jankowski, Brucheiser, Kudriaszow
2. Walasek, Miśkowiak, Nicholls, Gathercole
3. Staszewski, Gomólski, Klecha, Chrzanowski
4. Pytel, Pawlaszczyk, Gołubowski, Rempała
5. Pawlaszczyk, Miśkowiak, Klecha, Świderski
6. Staszewski, Gołubowski, Gathercole, Brucheiser (d4)
7. Walasek, Pytel, Chrzanowski, Kudriaszow (d4)
8. Jankowski, Nicholls, Gomólski, Rempała
9. Świderski, Chrzanowski, Gathercole, Rempała (d4)
10. Gomólski, Miśkowiak, Pytel, Brucheiser
11. Klecha, Gołubowski, Nicholls, Kudriaszow
12. Jankowski, Staszewski, Pawlaszczyk, Walasek
13. Świderski, Walasek, Gołubowski, Gomólski
14. Pawlaszczyk, Nicholls, Chrzanowski, Brucheiser
15. Miśkowiak, Kudriaszow, Staszewski, Rempała
16. Jankowski, Pytel, Klecha, Gathercole
17. Świderski, Pytel, Staszewski, Nicholls
18. Walasek, Klecha, Brucheiser, Rempała (d4)
19. Gomólski, Kudriaszow, Pawlaszczyk, Gathercole
20. Miśkowiak, Gołubowski, Chrzanowski, Jankowski
21. 1. półfinał: Świderski (w/2min), Staszewski (w/u) (bieg w dwuosobowym składzie nie został rozegrany, gdyż Walasek i Pytel automatycznie weszli do finału)
22. 2. półfinał: Miśkowiak, Jankowski, Gomólski, Pawlaszczyk (d4)
23. Ffinał: Miśkowiak, Jankowski, Walasek, Pytel
24. Bieg pamięci Mirosława Borowicza i Rifa Saitgariejewa: Kudriaszow, Musielak, Gathercole, Kajzer